# Quân khu Bắc Kinh
Quân khu Bắc Kinh (giản thể: 北京军区; phồn thể: 北京軍區; bính âm: běijīng jūnqū)
là một trong bảy đại quân khu của Quân Giải phóng Nhân dân Trung Quốc. Quân khu quản lý địa bàn Bắc Kinh, Thiên Tân, Hà Bắc, Sơn Tây và Khu tự trị Nội Mông. Khu vực này chủ yếu chịu trách nhiệm bảo vệ nước Cộng hòa nhân dân Trung Quốc trước Mông Cổ và Nga, và bảo vệ thủ đô của Bắc Kinh, với số lượng nhân viên quân sự lớn hơn bất kỳ quân khu nào khác tại Trung Quốc.
Viện Nghiên cứu Chiến lược Quốc tế ước tính quân khu có khoảng 300.000 người, gồm ba tập đoàn quân (số 27, 38 và 65), hai sư đoàn thiết giáp, một sư đoàn bộ binh cơ khí hóa, năm sư đoàn cơ giới hóa, một sư đoàn pháo binh, ba sư đoàn bọc thép, năm lữ đoàn pháo binh và một trung đoàn chống tăng. Ngoài ra còn bao gồm 2 sư đoàn cánh sát vũ trang số 1 và 3 tại thủ đô, quân khu cũng là nơi đồn trú của Hạm đội Bắc Hải của Quân Giải phóng Nhân dân Trung Quốc và Quân đoàn Không quân số 10 của Không quân Quân Giải phóng Nhân dân Trung Quốc.
Quân khu Bắc Kinh có lịch sử từ việc thành lập Quân khu Hoa Bắc vào tháng 5 năm 1948. Quân khu được đổi tên thành Quân khu Bắc Kinh vào năm 1955, khi Quân khu Nội Mông bị hạ cấp và sáp nhập vào Quân khu Bắc Kinh.

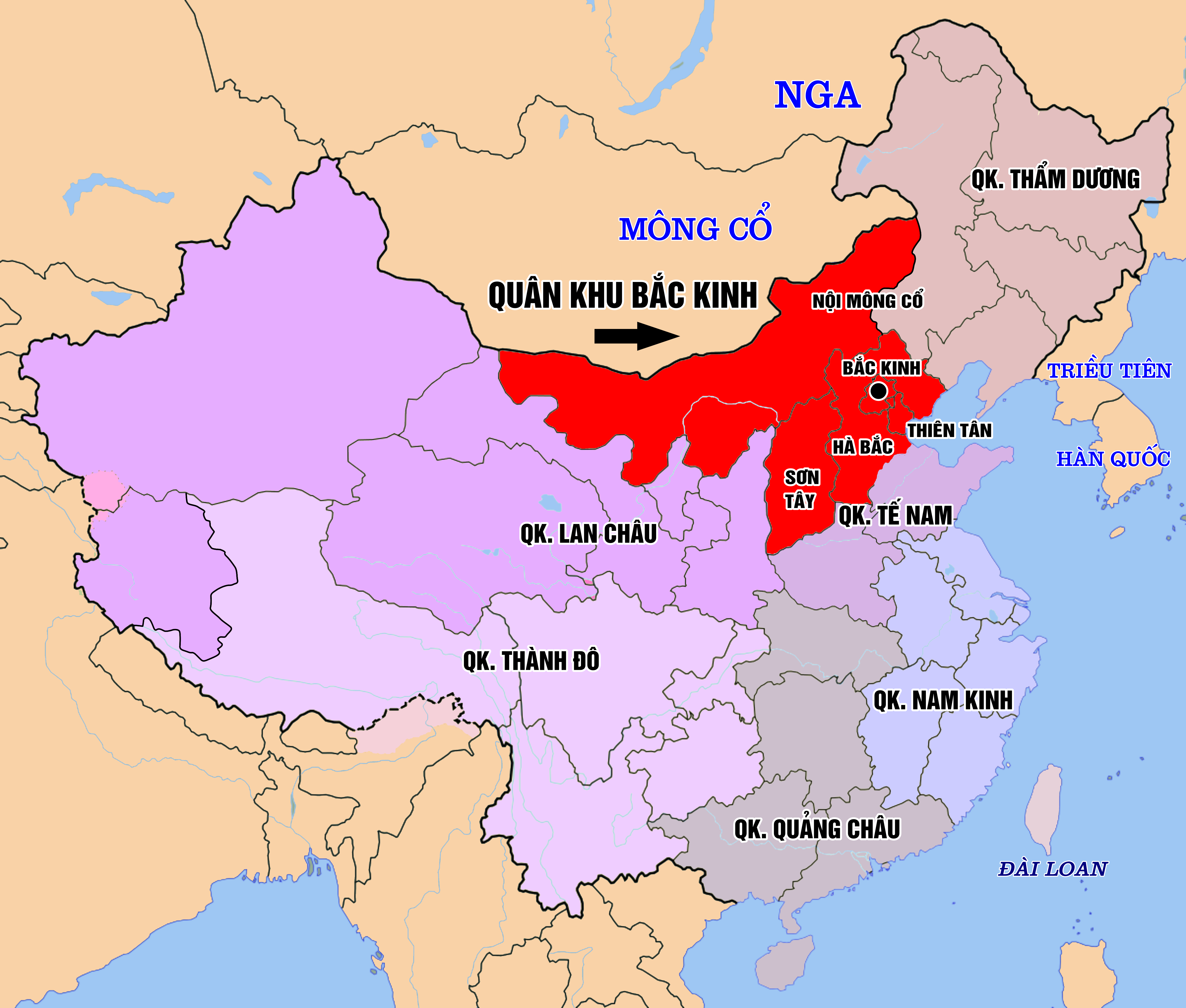
Quân khu Bắc Kinh

## Lãnh đạo qua các thời kỳ
| Tư lệnh Quân khu Hoa Bắc Quân Giải phóng Nhân dân Trung Quốc 1. Nhiếp Vinh Trăn Tư lệnh Quân khu Bắc Kinh 1. Dương Thành Vũ 2. Dương Dũng 3. Trịnh Duy Sơn 4. Lý Đức Sanh 5. Trần Tích Liên 6. Tần Cơ Vĩ 7. Chu Y Băng 8. Vương Thành Bân 9. Lý Lai Trụ 10. Lý Tân Lương 11. Chu Khải 12. Phòng Phong Huy 13. Trương Sĩ Ba 14. Tống Phổ Tuyển | Chính ủy Quân khu Hoa Bắc Quân Giải phóng Nhân dân Trung Quốc 1. Bạc Nhất Ba Chính ủy Quân khu Bắc Kinh 1. Chu Lương Tài 2. Lại Truyện Châu 3. Liệu Hán Sanh（Trước là Chính ủy，Sau là Chính ủy đệ Nhị） 4. Lý Tuyết Phong（Chính ủy đệ Nhất） 5. Tạ Phú Trị 6. Lưu Cách Bình 7. Trần Tiên Thụy 8. Giải Học Cung 9. Tạ Phú Trị（Chính ủy đệ Nhất） 10. Kỉ Đăng Khuê（Trước là Chính ủy đệ Nhị，Sau là Chính ủy đệ Nhất） 11. Ngô Đức 12. Lưu Tử Hậu 13. Tần Cơ Vĩ（Trước là Chính ủy đệ Nhị，Sau là Chính ủy đệ Nhất） 14. Viên Thăng Bình 15. Phó Sùng Bích 16. Dương Bạch Băng 17. Lưu Chấn Hoa 18. Trương Công 19. Cốc Thiện Khánh 20. Đỗ Thiết Hoàn 21. Phù Đình Quý 22. Lưu Phúc Liên |